# 四年生
『四年生』（よねんせい、The 4th Grade）は、木尾士目による日本の漫画。『月刊アフタヌーン』（講談社）において、1997年12月号から1998年5月号まで連載された。木尾にとって初の長期連載作品である。大学4年生の男女2人を軸として、就職、恋愛、友人関係などを折りばめながら物語は進んで行く。この作品の続編として『五年生』が後に連載された。
2018年7月には新装版を刊行。同日に発売された木尾の初期作品集『陽炎日記』には単行本未収録であった読み切り「クラカチットの街」の前編が収録され、本作の新装版には同作の後編が収録されている。

## 登場人物
島 明夫（しま あきお）
本作品の主人公。大学4年生。法学部で民事訴訟法を専門とする教授のゼミナールに所属している。本作品のもう一人の主人公である相馬芳乃とは恋人関係にある。ゼミ同期の入間祐介、有賀直子は友人。4年生の初期には就職活動をせず、フリーターになるつもりだった（就職活動を無意味とみなしていた）が、後に翻意して就職活動をおこない、内定を得る（その後の顛末は『五年生』を参照）。
相馬 芳乃（そうま よしの）
本作品の主人公。大学4年生。島明夫と同じゼミに所属している。将来は弁護士をめざしており、ゼミの教授のつてで弁護士事務所に内定する。そこで勉強しながら司法試験をうける予定。島明夫と恋人関係にある。
入間 裕介（いるま ゆうすけ）
島明夫と相馬芳乃の共通の友人。有賀直子は恋人。4年生時の初期に内定が出ている。
有賀 直子（ありが なおこ）
島明夫と相馬芳乃の共通の友人。入間裕介は恋人。

## 制作背景
本作における2人（明夫と芳乃）のやりとりは、「みんな2人きりならこんくらいやってんだろー」と思い、狙って描かれている。明夫は木尾とは「違う人間だから感じ方も考え方も違う」キャラクターとなっている。本作の赤ちゃんは、木尾の兄に双子の男女の子どもが誕生し、あまりにもかわいかったため登場している。そのため本作では「赤ん坊から老人まで出した」が「いささかつめ込み過ぎだったような」気もすると木尾は話している。

## 書誌情報
- 木尾士目 『四年生』 講談社〈アフタヌーンKC〉1999年6月23日初版発行（1998年5月20日発売[2]）、ISBN 4-06-314179-9
- 木尾士目 『新装版 四年生』 講談社〈KCデラックス〉2018年7月23日初版発行（同日発売[7]）、ISBN 978-4-06-511996-9